# Ich heirate mich selbst
Ich heirate mich selbst ist ein Lied der deutschen Sängerin Alexa Phazer. Das Lied wurde im Jahr 2007 als erste Single von ihrem ersten Studioalbum Ich gegen mich veröffentlicht. Für Phazer (später Feser) ist dies die erste Veröffentlichung überhaupt.

## Hintergrund
Das Lied wurde von Phazer geschrieben und von dem Produzenten Peter Ries produziert. Aufgenommen und produziert wurde das Lied im FM Studio in Frankfurt am Main. Die physische Veröffentlichung der Single enthält ein weiteres Lied, nämlich Manche Menschen, welches von Phazer und ihrem späteren Produzenten Steve van Velvet geschrieben wurde. Das Artwork der Single wurde von Manuel S. Fuhrmann gemacht, während die Fotos für das Artwork von Stefan Steinert aufgenommen wurden.

## Titelliste
| Nr. | Titel                                | Länge |
| --- | ------------------------------------ | ----- |
| 1.  | Ich heirate mich selbst (Radio Edit) | 3:51  |
| 2.  | Manche Menschen                      | 4:29  |

## Mitwirkende
- Alexa Phazer – Text, Gesang, Piano, Keyboard, Programming, Chor
- Peter Ries – Keyboard, Programming, Produzent, Mixing
- Ossi Schaller – Gitarre
- Alex Grube – Bass
- Stefan Steinert – Fotos
- Manuel S. Fuhrmann – Artwork